# Lopholejeunea nilgiriensis
Lopholejeunea nilgiriensis là một loài Rêu trong họ Lejeuneaceae. Loài này được U.S. Awasthi, S.C. Srivast. & D. Sharma mô tả khoa học đầu tiên năm 1999.